# Lark Voorhies
Lark Voorhies (Nashville (Tennessee), 25 maart 1974) is een Amerikaans actrice.

## Biografie
Voorhies werd het meest bekend door haar rol in Saved by the Bell. Hierin speelde ze de tiener Lisa die geobsedeerd is door mode. Vervolgens kreeg ze rollen in soapseries, zoals Days of Our Lives (1993-1994) en The Bold and the Beautiful (1995-1996). Ze stapte uit allebei de series voor dezelfde reden: Ze wilde, vanwege haar geloof, geen seksscènes doen.
Haar carrière staat sindsdien op een lage pit. Ze had nog een gastrol in Star Trek: Deep Space Nine en had een kleine rol in de bioscoopfilm How High (2001). Toch heeft ze nooit meer een mijlpaal gehad sinds haar rol in Saved by the Bell.
In 2002 was ze te zien in de Amerikaanse remake van Widows. In 2007 was ze te zien in The Black Man’s Guide to Understanding Black Women.
Voorhies was van 1996 tot 2004 getrouwd met Miguel Coleman. Op 8 mei 2007 trouwde ze met Andy Prince. Ze hebben samen één kind. Na haar scheiding in 2013 was ze nog een jaar getrouwd met Jimmy Green (2015-2016).
In 2020 speelde ze opnieuw de rol van Lisa Turtle in de tienerserie Saved by the Bell.
- International Standard Name Identifier: 0000 0000 4441 6607
- Library of Congress Control Number: no2003071820
- Virtual International Authority File: 61237056
- WorldCat: E39PBJxx8YpfWrCfhmmTtFgkDq